# Amazake-babaa

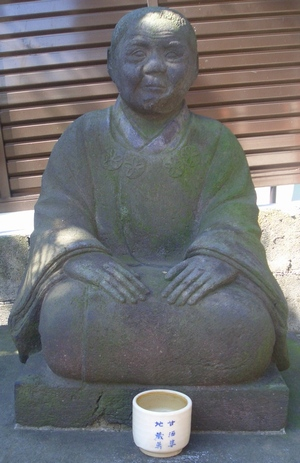
Amazake-baba en el templo Nichirin en Tokio.

Amazake-babaa (甘酒婆: "bruja de amazake") es una vieja mujer yōkai del folclore japonés presente en las prefecturas de Miyagi y Aomori.
Según la leyenda, ella se dirige a las puertas de las casas a mitad de la noche pidiendo amazake con una voz infantil, pero cualquier persona que responda su llamada caerá enferma.  Se dice que para mantenerla lejos hay que poner una hoja de cedro en el camino hacia la puerta del hogar.  Ella también es conocida como la diosa de la varicela.